# Krzysztof Wędzony
Krzysztof Tadeusz Wędzony (ur. 20 lutego 1955 w Krakowie, zm. 19 listopada 2016 tamże) – polski neurofarmakolog i neurobiolog, profesor nauk medycznych, autor niemal stu pięćdziesięciu publikacji naukowych, organizator życia naukowego, członek Polskiej Akademii Umiejętności, w latach 2007–2016 dyrektor Instytutu Farmakologii PAN w Krakowie.

## Życiorys
W 1980 roku ukończył studia na Wydziale Biologii i Nauk o Ziemi Uniwersytetu Jagiellońskiego.
Całe swoje życie zawodowe i pracę naukową związał z Instytutem Farmakologii Polskiej Akademii Nauk w Krakowie. Tam w 1987 roku uzyskał stopień doktora, a następnie w 1998 roku stopień doktora habilitowanego. W 2001 roku został kierownikiem Pracowni Farmakologii i Biostruktury Mózgu Zakładu Farmakologii, a w latach 2003–2006 był zastępcą dyrektora Instytutu Farmakologii PAN do spraw naukowych. Od 2008 był kierownikiem Zakładu Farmakologii. Był członkiem Rady Naukowej Instytutu.
W 2006 roku uzyskał tytuł profesora nauk medycznych.
Od 2007 roku aż do nagłej śmierci w 2016 pełnił funkcję dyrektora Instytutu Farmakologii PAN. W ocenie jego współpracowników, Krzysztof Wędzony „przyczynił się w istotny sposób do rozwoju Instytutu”. Pod jego kierunkiem Instytut pozyskał grant badawczy Depresja–Mechanizmy–Terapia (DEMETER), przyznany przez Ministerstwo Nauki i Szkolnictwa Wyższego, a finansowany ze środków Unii Europejskiej. Krzysztof Wędzony był również współautorem wniosku, na  podstawie którego przyznano Instytutowi status Krajowego Naukowego Ośrodka Wiodącego. Doprowadził do utworzenia i finansowania międzywydziałowego, interdyscyplinarnego studium doktoranckiego (MOLMED). Dzięki „jego staraniom Instytut uzyskał duży grant na cele inwestycyjne i remontowe, dzięki któremu powstało w nim pięć innowacyjnych pracowni badawczych i przeprowadzono kapitalny remont jego infrastruktury”.
Swoje badania prowadził w szeregu ośrodków naukowych w różnych krajach, m.in. w Instytucie Badań Mózgu w Amsterdamie (Holandia), Instytucie Medycyny Doświadczalnej Maxa Plancka w Getyndze (Niemcy), Instytucie Farmakologii Doświadczalnej i Klinicznej Uniwersytetu we Freiburgu (Niemcy), Zakładzie Psychologii Uniwersytetu Tuftsa w Bostonie (USA) oraz Ośrodku Badawczym Centralnego Układu Nerwowego firmy farmaceutycznej Boehringer-Ingelheim w Mediolanie (Włochy).
Opublikował jako autor lub współautor niemal sto pięćdziesiąt oryginalnych prac badawczych w recenzowanych czasopismach naukowych, m.in. Journal of  Neuroscience, European Journal of  Neuropsychopharmacology, European Journal of  Neuroscience, Neuroscience. W pracy badawczej zajmował się głównie mechanizmem działania leków przeciwdepresyjnych, neurobiologii i farmakoterapii schizofrenii oraz farmakologii antagonistów receptorów dla pobudzających aminokwasów (NMDA).
Był członkiem Komitetu Neurobiologii Polskiej Akademii Nauk oraz Komitetu Nauk Fizjologicznych i Farmakologicznych PAN, członkiem Rady Naukowej Instytutu Medycyny Doświadczalnej i Klinicznej im. M. Mossakowskiego PAN oraz Rady Naukowej Instytutu Biologii Doświadczalnej im. M. Nenckiego PAN w Warszawie, przewodniczącym Rady Redakcyjnej czasopisma naukowego Pharmacological Reports. W 2011 roku został wybrany na członka korespondenta Polskiej Akademii Umiejętności.
Był promotorem w czterech przewodach doktorskich.
Udzielał się społecznie jako wiceprzewodniczący Fundacji im. Jadwigi i Janusza Supniewskich przy Instytucie Farmakologii PAN
Zmarł 19 listopada 2016. Został pochowany 25 listopada 2016 na Cmentarzu Salwatorskim w Krakowie.

## Nagrody i odznaczenia
- Nagroda im. Tadeusza Browicza Wydziału Lekarskiego Polskiej Akademii Umiejętności „za cykl prac pod ogólnym tytułem Udział receptorów serotoninowych w regulacji transmisji dopaminergicznej − potencjalne znaczenie dla terapii schizofrenii” (2001)[5];
- Złoty Krzyż Zasługi „za zasługi w pracy naukowej i organizacyjnej” (2005)[6];
- Nagroda Naukowa im. Mikołaja Kopernika (2005)[2];
- Nagroda Sekretarza Naukowego Polskiej Akademii Nauk[2];
- Nagroda Polskiego Towarzystwa Farmakologicznego[2].